# Ковиело
Ковиело (на италиански: Coviello; на френски: Covielle) е персонаж, маска от италианската Комедия дел арте, южният вариант на Бригела. На английски името му е Джими или Джаки. Той е представител на неаполитанския квартет наред с Тарталя, Скарамуш и Пулчинела. Той е слуга, първи дзани, бивш селянин, с ярък неаполитански акцент. Носи обтегнат цял костюм с големи копчета отпред, но понякога може да носи и съвсем обикновени панталони и блуза. Понякога носи меч на пояса и шапка с пера. Маската му е с червен цвят, с дълъг, подобен на клюн нос, често носи и очила.
Той е хитър, ловък и напорист. Танцува и свири на китара или мандолина. Развлича публиката с гримаси и ефектен език.